# Romaleon setosum
El cangrejo peludo (Romaleon setosum) o jaiva peluda es crustáceo que habita la costa sudamericana del Pacífico. 

## Hábitat
Se distribuye a lo largo de la costa del océano Pacífico sur, desde Guayaquil (Ecuador) hasta Taitao (Chile). Habita como epifauna en fondos duros con refugios de rocas, conchas o macroalgas, aunque también se puede encontrar en fondos arenosos o de grava. Vive generalmente a una profundidad de 4 a 8 metros, aunque puede llegar hasta los 45m.

## Descripción
Es de color marrón rojizo a morado, con un vientre crema con manchas púrpuras. El caparazón y los pereópodos son muy peludos. Se reconoce por sus nueve o diez dientes marginales frontales, triangulares y espinosos; y por las tres espinas marginales del carpo de los quelípodos. También destacan las cinco líneas oscuras sobre sus pinzas. Los individuos juveniles presentan manchas amarillas pálidas.

## Comportamiento
La dieta del cangrejo peludo es variable, depende de su tamaño y de la disponibilidad de presas. Generalmente se alimenta de ortos crustáceos y moluscos, aunque también muestra comportamiento caníbal y consume ocasionalmente carroña.
Los cangrejos alcanzan la madurez sexual  al tener 10 cm de ancho de cefalotórax aproximadamente. El desove se lleva a cabo en verano e invierno. Como estrategia reproductiva, las hembras que viven en aguas salinas retoman al agua de baja salinidad (salobres) para permitir la incubación de los huevos.

## Importancia económica
Es un elemento importante de la pesca artesanal, se lo obtiene mediante buceo y trampas cangrejeras. Es apreciado en la gastronomía.